# 大図書館の羊飼い
『大図書館の羊飼い』（だいとしょかんのひつじかい）は、オーガストより2013年1月25日に発売された18禁恋愛アドベンチャーゲーム。オーガスト第9作目となる。タイトルロゴには、「a good librarian like a good shepherd」のサブタイトルが付記されている。スピンオフ『大図書館の羊飼い〜放課後しっぽデイズ〜』が2013年9月27日に、ファンディスク『大図書館の羊飼い -Dreaming Sheep-』が2014年3月28日に発売された。

## 概要
2011年夏開催のコミックマーケット80で配布されたオーガストオフィシャルハンドブックにて、新作の制作が発表された。10月2日開催のDreamParty東京2011秋で配布された冊子にて、タイトルが発表された。10月21日、オーガスト公式ホームページ上でタイトルが発表され、ゲーム公式HPがオープンした。同日、『TECH GIAN』（エンターブレイン）2011年11月号、『PUSH!!』（マックス）2011年11月号に情報が掲載されたのを皮切りに、様々なゲーム雑誌に情報が継続して掲載された。特集記事の連載や、全メインヒロインの抱き枕などの付録が同梱された。ゲーム発売前から計5誌にてコミカライズされ（#漫画参照）、ノベライズも発売されている。ウェブサイトのURLには"daito"（大図）や"daitokai"（大図飼い）といったディレクトリ名が使用されている。
2012年7月20日、発売日が翌年1月25日であると発表された。また7月27日発売の『TECH GIANスーパープレリュード「大図書館の羊飼い」』（エンターブレイン）に、体験版が先行収録された。
2013年1月25日、初回限定版プレミアムパックと初回限定版スタンダードパックが発売された。初回限定版プレミアムパックには、「ねんどろいどぷち 白崎つぐみ&桜庭玉藻」「特製音楽アレンジCD」「白崎つぐみ お誘い抱き枕カバー」「べっかんこうイベントCG原画集」「大図書館の羊飼い クロニクル（オフィシャル設定資料集）」が、初回限定版スタンダードパックには「大図書館の羊飼い クロニクル（オフィシャル設定資料集）」が特典として付いている。2014年1月31日には、Windows 8対応通常版が発売された。累計売り上げは8万5千本とされる。
2013年3月14日にアニメ化が発表され、2014年10月から12月まで放送された（#テレビアニメ参照）。同年4月19日、ファンディスク『大図書館の羊飼い -Dreaming Sheep-』の制作が発表され、2014年3月28日に発売された。
2013年5月20日、スピンオフ作品『大図書館の羊飼い〜放課後しっぽデイズ〜』の制作が発表された。7月4日に公式Webサイトがオープンし、8月10日から12日にかけて行われたコミックマーケット84で先行発売された後、9月27日に一般発売された。
2014年9月19日、PlayStation Vita移植版となる『大図書館の羊飼い -Library Party-』の制作が発表された。2015年2月12日にオーガストのスタッフによる別ブランドARIAより発売された。本編とファンディスク2本の3本がまとめられると共に、新規ヒロイン、新規CGが追加された。そして、AugustとARIAでは初の任天堂ゲーム機への移植が決まり、Nintendo Switch版にて2018年7月26日に発売され、PlayStation 4版では2019年2月21日に発売された。なお、販売元はエンターグラムから販売されるが、開発・制作共同で担っていないため、公式サイトには載っていない。

## 作品
前作『穢翼のユースティア』は大人向けのビターテイストな作品で好評だったものの、ブランドとしてのバランスを考え、次回作は明るい学園もので行こうということで本作の制作が決定した。スタッフのこだわりとして、シナリオの分岐にちょっとした工夫を凝らし、CGは16:9のワイド画面を有効に使った構図にしている。システムでは新たにゲームパッドにも対応した。
ゲームはノーマルルートの途中からトゥルールートに分岐する構成となっており、メインヒロイン5人のうち小太刀凪を除く4人にはノーマルルートとトゥルールートが存在し、凪はトゥルールートだけである。
前作『穢翼のユースティア』でサブの娼婦3人におまけシナリオでHシーンを入れたところ、アンケートでシナリオも欲しかったという意見を多数もらったことから、本作品ではメインヒロインのノーマルルートから分岐する形でサブキャラクターの3人に、短いながらも専用の攻略ルートを設けている。
登場人物の携帯電話の着信音には、過去のオーガスト作品のテーマソングがそれぞれ使われている（キャラクターの項目を参照）。2012年12月12日までに攻略対象キャラクター全員の着メロが、mp3/m4r対応携帯電話・スマートフォン用に、mp3とm4rの2種類の形式で配信された。これらは現在でもダウンロードが可能。
各キャラクターの学籍番号の3桁目と4桁目は入学年となっており、新入生である鈴木佳奈、御園千莉はいずれも10となっていることから、物語の舞台は2010年であることが確認できる。
過去作品のキャラクターなどが多数登場しているが、スタッフの遊び心によるカメオ出演であり、同一の世界であるという設定は公式には存在しない。

## 評価
オーガスト王道の学園ものであり、さまざまな媒体で評価された。キャラ萌えやシナリオ、音楽だけでなく、光と影やカットインを効果的に使用した演出も評価された。
Getchu.comの月間げっちゅ投票「このゲームはプレイしとけ!」では、2013年1月作品の1位を獲得している。同じGetchu.comの美少女ゲーム大賞2013では、総合部門で1位、シナリオ部門で4位、システム部門で3位、グラフィック部門で3位、ミュージック部門で1位、ムービー部門で2位に選ばれた。そしてキャラクター部門では、鈴木佳奈が2位に、小太刀凪が12位に、サブヒロインの嬉野紗弓実が20位に選ばれた。
『BugBug』（富士美出版）の「2013読者が選ぶ美少女ゲーム年間ランキング」では、総合部門1位、エッチ部門7位、シナリオ部門1位、ゲーム性部門8位、サウンド部門1位。ヴォイス部門1位に選ばれた。キャラクター部門では鈴木佳奈が2位に、白崎つぐみが5位に、桜庭玉藻が11位に、小太刀凪が14位に選ばれた。
『TECH GIAN』(KADOKAWA) の「俺ゲーグランプリ2013」でも総合部門で1位に選ばれている。
『PUSH!!』（マックス）の「2013年度年間売上累計ランキング」でも1位に選ばれている。

## ストーリー
学生数5万人、教職員8000人を数える国内有数の学校法人「汐美学園」。数多くの学生寮、各種スポーツ施設はもちろん、カフェレストランから路面電車まで備える充実ぶりで、特に「大図書館」は国立図書館に次ぐ規模と言われている。筧京太郎はここ大図書館で、幽霊部員だらけの「図書部」に所属し、1人でゆったりと本を読んでいた。
4月。どんな願いでも叶えてくれることで有名な謎の羊飼いから「今日、貴方の運命を変える出来事があるでしょう」というメールをもらった筧は、白崎つぐみと知り合う。友人の桜庭玉藻と共に学園をもっと楽しくするための活動を始めていたつぐみは、玉藻や筧の友人・高峰一景と共に図書部へ入部する。生徒からの相談を受け付け、悩みを解決することで学園を楽しくしようという活動を通じ、鈴木佳奈と御園千莉も入部した。コスプレによるビラ配りで知名度を上げた図書部は多数の依頼を受けるようになり、図書委員の小太刀凪からの注意を受けつつ、6月には独自のイベント「ミナフェス」を成功させた。図書部の6人は何れも羊飼いから同様のメールを受け取っていたことから、活動と並行して羊飼いの謎を追っていたが、京太郎だけがついに正体を突き止めた。
そして7月。図書部の活動を通し、筧は特定の女性の悩みと付き合い、深く触れあうようになる。

## 登場人物
※担当声優は注記の無いものに関しては、PC版 / テレビアニメ版・コンシューマー版の順。

### 主人公
筧 京太郎（かけい きょうたろう）
声 - なし / 間島淳司（テレビアニメ版）、幼少期：大地葉（同じくアニメ版のみ）
誕生日：4月28日。血液型：O型。身長：174.7cm。
使用携帯モデル：au Windows Phone IS12T
汐美学園2年R組所属。人文科学教養科専攻。西山手ハイツ202号に1人暮らし。
1日本を読まないと禁断症状が出ると言い放つぐらいの活字中毒で、登下校や食事の最中ですら本から目を離さない。成績は入学以来学年トップを維持しており、頭の回転が速く思考の柔軟さも持ち合わせている。優秀な人材を求めている生徒会長から熱心な誘いを何度も受けているが、本を読む時間が無くなるという理由でやんわり断っている。入学当初からの図書部員であり、部室で本を読んでいることがほとんどだったが、つぐみたちが図書部に入ってからは積極的に活動を手伝うようになる。それに伴い精神面も変化し、当初はつぐみ達が入った事を「聖域が廃墟にされた」という形で落ち込んだりもしていたが、仲間との触れ合い故か段々活動が楽しくなって行き、読書中毒も治り、本を読まなくても平気になるようになった。
傍目には人当たりが良く親切な好青年だが、その実は常に周囲を冷静に観察しており、基本的に周囲とは付かず離れずの距離を保ち、相手に合わせた言動を取ることで波風立てずに過ごし自分の世界を守ろうとする打算的な性格。しかし一方で、困っている人を見捨ててはおけず、関わった揉め事をスムーズに収めるためなら自分が犠牲になることも厭わないお人好しでもある。
金持ちの家に生まれるも母親はころころ変わり、使用人からは虐待を受け、そのうち父親は蒸発。未来予見の能力のせいで施設へ預けられ、現在の生活費も親戚の誰から振り込まれているかもわからないなど、家庭環境には全く恵まれていない。
未来を予見する幻影を見る能力を持つも普段は見ないようにしているが、無意識で列車事故に巻き込まれる幻影を見てしまい、そこから助ける形でつぐみと知り合う。
つぐみにプレゼントされたクッションのイメージイラストは「鷹」。
『大図書館の羊飼い』キャラクター人気投票では12位。

### ヒロイン
白崎 つぐみ（しらさき つぐみ）
声 - 三代眞子 / 米澤円
誕生日：3月29日。血液型：O型。身長：156.4cm。体重：48.7kg。スリーサイズ：86(D)/59/87。
使用携帯モデル：SoftBank HONEY BEE 101K
着メロ：Lapis Lazuli 
汐美学園2年R組所属。人文科学教養科専攻。腰まで伸びた髪の両脇をリボンでくくっている。子供っぽいところはあるが、胸は大きい。京太郎とはクラスメイトだったが、1クラスに650人もいるため、そのことを知らなかった。弥生寮C棟326号に1人暮らし。入院中の妹がいる。
引っ込み思案な性格を直そうと、2年生になってから「学園をもっと楽しくするための活動」を始めた。やや天然ながら優しく包容力のある癒し系で人を疑わない性格だが、見かけによらず芯は強く頑固な面も持つ。京太郎と知り合って図書部に入ってからは、お節介の押し付けと言われそうな程の一生懸命さで周囲を巻き込み、部長として中心的な存在となっていく。ギャグセンスは最低で、常に周囲を凍らせているが、本人は気付いていない。あがり症で、玉藻の分析によると平均18人を超える人数に注視されるとあがってしまい、色気のあるかすれた声になってしまう。
料理や裁縫が得意で、昼食も毎日弁当を作っている。趣味はスナップ写真を撮ること。
子供のころはベルギーに住んでいた帰国子女であり、英語、オランダ語、フランス語を話すことができる。
メンバーらに送った自製のクッションにそれぞれのイメージイラストとなる動物を挿入したが、自身のイメージは決まっていなかった。つぐみのイメージとなる動物は三択の中から選ぶ。因みにヒント表示設定をONにしている場合、「癒し系のアルパカ」の項目に顔アイコンが表示される。
『大図書館の羊飼い』キャラクター人気投票では5位。
桜庭 玉藻（さくらば たまも）
声 - 橘桜 / 斉藤佑圭
誕生日：11月1日。血液型：A型。身長：161.7cm。体重：47.2kg。スリーサイズ：85(C)/56/83。
使用携帯モデル：au iPhone 4S
着メロ：深青Philosophy
汐美学園2年R組所属。人文科学教養科専攻。長い黒髪をポニーテールにしている美少女。駅に近い高級マンション、セントラルレジデンス汐見807号室に1人暮らし。つぐみとは1年生の頃からの友人でクラスメイト。レズビアンではないものの、つぐみのことが好きと公言しており、つぐみに近づく人物へは嫉妬を見せることがある。
つぐみの活動にいち早く賛同しており、つぐみとともに図書部へ入る。活動の進行管理や折衝、情報の収集整理、ホームページの製作など、高い実務能力とリーダー気質で図書部をまとめている。
実家は江戸時代に咲濱藩主だった桜庭家の直系で、父親は元県知事という名家であり、近隣の住人からは「姫」と呼ばれている。華道や茶道なども一通り学び、立ち振る舞いや仕草も品がある。家紋入りの扇子を常に手にしている。生真面目で文武両道に秀でるが、意外と直情的で少々堅物の嫌いがある。
悩みは花粉症。少女漫画が好きで、恋愛に関しては外見に似合わず乙女趣味である。また、保健体育な話（性的な、あるいはそれを想起させるような話題の隠喩）への反応も鋭い。
つぐみにプレゼントされたクッションのイメージイラストは「狐」で、佳奈と千莉(アニメでは一京)が該当する動物の鳴き真似をした際、彼女だけ鳴き真似をしなかった。しかしメンバーらの強い推しにより、恥ずかしがりながら鳴き真似をした。
『大図書館の羊飼い』キャラクター人気投票では3位。
御園 千莉（みその せんり）
声 - 丸井ことの / 山本希望
誕生日：1月23日。血液型：AB型。身長：154.3cm。体重：45.5kg。スリーサイズ：81(C)/55/80。
使用携帯モデル：au Cyber-shot™ケータイ S003
着メロ：Asphodelus 〜アスフォデルス〜 
汐美学園1年C組所属。音楽科専攻。ショートカットで小柄な美少女。表情を変えることが少なく、態度も硬いため一見クールでドライな雰囲気を持つが、根はいたずら好きで、親しくなった相手には控えめなスキンシップを取る。神無月寮A棟701号室に1人暮らし。
小さいころから有名な声楽コンクールで優勝するなど、その歌唱力は日本でもトップクラス。一部では「歌姫」とも呼ばれていて、世界レベルでの活躍を期待されているが、学園では向上心に乏しく授業もさぼりがちであり、教師陣や周囲とは不仲。
羊飼いからのメールに千莉の名前が入っていたことからつぐみたちが寮を訪れた際、本人が風邪を引いて高熱を出していたためそのまま看病を受け、その礼の為とネコ（儀左右衛門）の存在につられて図書部へやってきた時に、つぐみたちの押しに負ける形で図書部へ入る。
趣味はクロスワードパズルを解くことだが、得意というわけではなく、京太郎などに答えを聞くこともある。つぐみにプレゼントされたクッションのイメージイラストは「猫」。
『大図書館の羊飼い』キャラクター人気投票では6位。
鈴木 佳奈（すずき かな）
声 - 遥そら / 仙台エリ
誕生日：6月16日。血液型：B型。身長：148.0cm。体重：41.1kg。スリーサイズ：78(B)/54/79。
使用携帯モデル：docomo with series Q-pot.Phone SH-04D
着メロ：虹の彼方へ 
汐美学園1年M組所属。自然科学教養科専攻。ウェーブのかかった髪に白いヘアバンドが特徴の美少女。つぐみと同じ弥生寮のG棟511号室に1人暮らし。汐美学園にある18の学食のうち、最大の座席数を誇る大食堂「アプリオ」で、朝シフトのウェイトレスのアルバイトをしている。京太郎や高峰とはそこで知り合った。
図書部がボランティアのゴミ拾いをしているときに通りがかり、成り行きと興味から活動を手伝ううちに一緒に行動するようになり、そのまま入部する。
礼儀正しく、明るくよく気が付き、先輩にも物怖じせず突っ込みを入れるなど、図書部のムードメーカー的な存在。しかし内面のガードは固く、人を観察するところがあるなど、京太郎と似通っている部分も多い。読書が好きで、工場や複雑な立体交差などの巨大建造物を見るのも好き。胸の薄いことが悩みのひとつで、自ら「品乳」などとネタにしつつも嘆いている。軽度の猫アレルギーで、触ることができない。大好物は肉。素晴らしいと思ったものは勝手に「鈴木的世界遺産」に認定している。意外に文才があり、演劇の脚本を任される事もある。コンクールでは佳作を取るほど。
つぐみにプレゼントされたクッションのイメージイラストは「犬」。
『大図書館の羊飼い』キャラクター人気投票では、他のキャラクターを圧倒する勢いで独走して1位となった。
小太刀 凪（こだち なぎ）
声 - 桐谷華 / 種﨑敦美
誕生日：12月31日。血液型：A型。身長：152.1cm。体重：44.8kg。スリーサイズ：88(E)/56/82。
使用携帯モデル：docomo NEXT series Xperia PLAY SO-01D
着メロ：divergent flow 
汐美学園2年Y組所属。図書館情報学科専攻。胸が大きく、短い髪を両脇で結っている、目元のきつい快活な美少女。京太郎と同じ西山手ハイツの201号室に住み、京太郎とは隣同士。京太郎は気付いていないが実は義理の妹。
図書委員であり、図書館内にある図書部室がうるさくなると注意をしに来て、そのまま巻き込まれることが多い。図書部員に対しては煽るような発言が多く、特に京太郎には当たりが厳しい。しかし「部屋のテレビが壊れたからテレビを見せて欲しい」などの理由で度々京太郎の部屋に上がりこむなど、その行動はなかなか読めない。
動物類が非常に苦手で、子猫に側に寄られるだけでも脅えるほどである。
『大図書館の羊飼い』キャラクター人気投票では2位。
一之江 金魚（いちのえ きんぎょ）
声：- / 小澤亜李（コンシューマー版）
誕生日：2月22日。血液型：AB型。身長：146.1cm。スリーサイズ：83(C)/56/81
コンシューマー版『大図書館の羊飼い -Library Party-』の新ヒロイン。汐美学園の1年生で学園第八食堂「カミツレ」でバイトしている。基本的におっとりとした性格であり、どこか抜けつつも達観した考えをもっている。カミツレの店長とは知り合いだといっているがその関係は謎である。凪と同じく物語の根幹をなす人物である。

### サブキャラクター
高峰 一景（たかみね いっけい）
声 - アンダルシア / 森久保祥太郎
誕生日：12月25日。血液型：A型。身長：176.1cm。
使用携帯モデル：au G'zOne IS11CA
汐美学園2年R組所属。武道科専攻。京太郎のクラスメイトであり、1年生の頃からの友人。メゾン・ド・岡101号室に住んでいる。
空手の特待生として入学したが、1年生の秋に足の怪我で空手部を辞め、その後はぶらぶらしている。空手部を辞めて荒れていた頃に京太郎と親しくなり、行動を共にするようになった。つぐみたちが入部するのと一緒に、図書部へ入る。
図書部では汚れ役を請け負っており、佳奈と組んで漫才を繰り広げつつ玉藻から暴力的な突っ込みを受けたり千莉から辛辣な言葉を浴びせられたりしている。女子部員をちゃん付けで呼ぶなど軽い性格に見えるが、周囲に合わせた気配りができ、京太郎と2人きりの時は真面目な顔も見せる。よくコーヒーを飲んでおり、缶コーヒーを買うときは2本買う癖がある。つぐみによりプレゼントされたクッションのイメージ動物は「狸」で、原作ではそれを少々嫌がる素振りを見せたが、アニメ版ではまだ千莉が入部していない事もあってか、彼女の代わりとなる形でノリノリで狸の鳴き声(というより擬音)を披露した。
実家は寺で、将来は専門の大学へ進み親の跡を継ぐ予定。
『大図書館の羊飼い』キャラクター人気投票では13位。
望月 真帆（もちづき まほ）
声 - 波奈束風景 / 中島沙樹
誕生日：8月8日。血液型：A型。身長：159.8cm。体重：48.9kg。スリーサイズ：87 (D)/58/88。
使用携帯：Albert Always μ FD-07S
使用携帯モデル：docomo NEXT series ARROWS μ F-07D
着メロ：It's my precious time! 
汐美学園3年A組所属。政治学科専攻。生徒会長として辣腕を振るい、高い支持を受けている。学年は3年生だが、紫のリボンではなく薄紫のスカーフと生徒会の誇りであるケープをつけている。睦月寮A棟1101号室に住んでいる。
「生徒は常に能力向上を目指すべき」という汐美学園の基本思想を体現し、生徒にもそれを求める理想主義者だが、現実や個々の事情を無視するほど頑なではない。その優秀さと個人的な好意から、何度断られても京太郎を生徒会へと執拗に誘い続けている。
嬉野紗弓実は幼馴染だが、人に見られたくない写真などを多数握られており、苦手としている。
サブキャラクターであるが、専用のルート並びにHシーンがある。
『大図書館の羊飼い』キャラクター人気投票では7位。
芹沢 水結（せりざわ みゆ）
声 - 朝倉鈴音 / 佐藤利奈
誕生日：4月23日。血液型：B型。身長：155.9cm。体重：46.1kg。スリーサイズ：86(D)/56/84。
使用携帯：Albert Always FD-03S
使用携帯モデル：docomo with series ARROWS Kiss F-03D
着メロ：jewelry days 
汐美学園1年K組所属。映像・舞台芸術科専攻。演劇部と放送部に所属していて、第一放送部が昼に行っている校内放送「ランチタイム・アベニュー」のパーソナリティを担当している。学園と並行して1年半前から声優の仕事をしており、注目される存在になっている。アーバンハイム鈴木201号室に1人暮らし。実家は総菜屋。
千莉の教室での状況の調査を図書部へ依頼するなど、彼女とは何らかの関係がある様子。
サブキャラクターであるが、専用のルート並びにHシーンがある。
『大図書館の羊飼い』キャラクター人気投票では8位。
嬉野 紗弓実（うれしの さゆみ）
声 - 真宮ゆず / 柏木美優
誕生日：9月19日。血液型：O型。身長：141.5cm。体重：36.0kg。スリーサイズ：67(AA)/50/69。
使用携帯：Paton Ericsson Ex-Spria mini pro Jota-0011
使用携帯モデル：Sony Ericsson Xperia mini pro SK17i
着メロ：First Avenue 
汐美学園2年F組所属。情報工学科専攻。大食堂「アプリオ」で昼と夜のウェイトレスをしている人気者。学園敷地外のマンション、シャトレーヌ風原204号室に住んでいる。
明るく個性的な性格で、常に笑顔を絶やさず会話のノリも良いが、時折逆らいがたい威圧感を放ったり黒い部分が見え隠れしたりする。学園の情報センターで働くこともあるほどの情報処理の達人。常に帽子をかぶっているのが特徴で、怒った時は帽子を床にたたきつける。サイズはミニマムで、本人の前でそのことに触れると怒りはしないが殺される（佳奈談）。
趣味はゲーム（特にFPS ）で、発売日には"親戚の法事の予定"が入ることもあるほど傾倒している。また、モデルガン（サブマシンガン）も所持しており、何処からともなく取り出してはお仕置きに使う。
サブキャラクターであるが、専用のルート並びにHシーンがある。
『大図書館の羊飼い』キャラクター人気投票では、一部メインヒロインを押し退けて4位に輝いた。
多岐川 葵（たきがわ あおい）
声 - かわしまりの / 瑞沢渓
誕生日：10月12日。血液型：AB型。身長：151.9cm。体重：44.1kg。スリーサイズ：82(C)/57/82。
使用携帯：Paton Ericsson EX-SPRIA ROX-013
使用携帯モデル：docomo with series Xperia ray SO-03C
汐美学園2年L組所属。社会科学教養科専攻。生徒会副会長で立場相応に有能だが、少々潔癖気味の理想主義者。会長の真帆に心酔しており、真帆が好意を寄せる京太郎には敵意を見せる。睦月寮A棟401号室に住んでおり、寮長を務めている。表向きの人望は高いが、生徒の利益よりも学園の利益優先の政策を見せるようになると次第に生徒会選挙での支持率を失い、勝つ為の手段を選ばなくなるようになる。本来なら起用されるはずのないアイドルユニットを汐見祭のイベントに抜擢し、投票数を稼ぐが見かねた真帆に不正をリークされる。それでも引き下がらず、図書部の幽霊部員に部室を占拠させるように仕向けたり、祭り開催中にも関わらず急遽予定外の講演会を実施させ、つぐみの緊張を誘う事で図書部への評価を落とそうともした。
『大図書館の羊飼い』キャラクター人気投票では10位。
『大図書館の羊飼い -Dreaming Sheep-』では攻略対象に追加され、専用のルート並びにHシーンが作られた。つぐみのストーリーでは、真帆に代わって生徒会長となったつぐみにライバル心を燃やし、つぐみの天然さに手も焼いているが、いざという時にはしっかり働く彼女の事を表面上は素直には出さないが認めている。
白崎 さより（しらさき -）
声 - 烏水元絵 / 大地葉
誕生日：5月9日。血液型：O型。身長：150.2cm。スリーサイズ：79(B)/55/80。
つぐみの2歳下の妹。数年前より病気で入院中。性格は明るく、素直で前向き。姉のことを慕っている。
『大図書館の羊飼い』キャラクター人気投票では9位。
『大図書館の羊飼い -Dreaming Sheep-』のおまけストーリーでは汐美学園に合格し、図書部に入っている。また、Hシーンも挿入されている。
ナナイ
声 - 黒木太陽 / 楠大典
京太郎が小さいころ、この世のすべてが書かれている魔法の本がある魔法の図書館へ行くためのチケットである栞を渡した壮年の人物。常に柔和な表情で、印象に乏しくすぐに忘れてしまいそうな雰囲気がある。
『大図書館の羊飼い』キャラクター人気投票では14位。

儀左右衛門（ぎざえもん）
声 - 秋山樹 / 鶴岡聡
図書部の部室に居着いている、黒と白の被毛の太ったオス猫。通称ギザ。高齢で、去勢手術の痕があることから元飼い猫らしいが、詳細は不明。学園のネコ広場ではボス的な存在である。
時折、会話内容を理解しているかのようなタイミングで人間の言葉らしき声を出すが、そのことに不審を抱いているのは高峰のみ。
『大図書館の羊飼い』キャラクター人気投票では11位と、マスコットながら他の男性陣を上回った。
『放課後しっぽデイズ』でも登場し、問題解決の鍵となる。
羊飼い（ひつじかい）
学園のどこかにいるが誰の目にも止まらないと言われている、学園では有名な存在。懸命に努力をしている人にだけ話しかけ、どんな願いでもかなえてくれるという魔法使いみたいな存在で、実際に会ったとか、願いを聞いてもらったとの話もあり、年に2回はウェブニュースで特集されるほどなのだが、実態については曖昧なまま。
つぐみたちが図書部へ入部する前から、京太郎やつぐみたち、さらにはスマートフォンを買ったばかりで、誰にも教えていない佳奈のアドレスにまでメールを送りつけてくるが、その真意は不明。

### 『放課後しっぽデイズ』の登場人物
ゲームのスピンオフ作品『大図書館の羊飼い〜放課後しっぽデイズ〜』の登場人物。テレビアニメ版の『大図書館の羊飼い』には最終話に姿のみ登場する。PlayStation Vita版『大図書館の羊飼い -Library Party-』の金魚シナリオにも登場し、「カミツレ」の宣伝に協力する。
桐島 慶（きりしま けい）
声 - なし
誕生日：5月4日。血液型：O型。
『放課後しっぽデイズ』の主人公。汐美学園2年F組所属。自然科学教養科専攻。2人しかいないネコ写真部の1人。筧京太郎と同じ西山手ハイツの602号室に一人暮らし。
父親は放浪中の有名写真家であり、本人の写真の腕もかなりのもの。大のネコ写真好きで、部屋の中にはネコ写真集や今までの撮影写真、機材などが山積みになっている。ただしそれ以外の面では抜けており、生活能力が低く、特に料理は全くダメである。幼馴染2人からの想いに全く気付かない、草食系男子である。
土岐 のぞみ（とき のぞみ）
声 - 楠原ゆい / 石原舞（コンシューマー版）
誕生日：10月31日。血液型：B型。身長：164.3cm。体重：49.1kg。スリーサイズ：87(D)/59/88。
使用携帯：KDAU IN-HOMERUN BAR KD01(TORISAM)
使用携帯モデル：au INFOBAR C01
汐美学園2年F組所属。生物学科専攻。慶の幼馴染みでネコ写真部の部長。慶と同じ西山手ハイツの601号室に住み、部屋は隣同士。クール系の美少女で、いつも掛けているヘッドフォンがトレードマーク。慶にネコ写真部がある汐美学園の入学を勧めた。
さばさばした性格で、リーダー気質。慶や朔夜にも保護者気取りであるが、逆に人に頼るのが苦手。友人は多いが実際は人見知りであり、世間との壁を作るためにヘッドフォンを掛けている。父親は警察官で、モラルにうるさいところがある。
スタイルはいい（朔夜曰くダイナマイトボディ）が、カナヅチである。
慶のことが好きだが、かつて振られたと思っているため、今は少しずつ関係を深めようと模索中。
藤宮 朔夜（ふじみや さくや）
声 - 樫井桜華 / 浅倉杏美（コンシューマー版）
誕生日：6月29日。血液型：A型。身長：150.2cm。体重：42.6kg。スリーサイズ：80(B)/55/79。
使用携帯：INCOM ROX-013(SaIIko)
使用携帯モデル：ウィルコム WX130S
汐美学園1年K組所属。経営学科専攻。慶とのぞみの幼馴染みかつ妹分であり、田舎に居た頃は3人でよく遊んでいた。
実家は歴史のある格式高い旅館。女将である母親に汐美学園入学を大反対されたため、家出して慶の部屋に転がり込み、のぞみの部屋で同居を始める。入学後、ネコ写真部へ入る。
喜怒哀楽がすぐ表情に出る、素直でわかりやすい性格。焼き餅焼きで、すぐに声に出してしまう。旅館で仕込まれたため家事は得意で、所作も綺麗。
慶のことが好きだが、のぞみも好きなことを感付いているため、一歩引いた状態となっている。

## ファンディスク

### 放課後しっぽデイズ
『大図書館の羊飼い〜放課後しっぽデイズ〜』は全年齢対象（15歳以上推奨）のスピンオフ作品である。『大図書館の羊飼い』で原画補助だった夏野イオが、初めて原画を担当した。『大図書館の羊飼い』という作品世界を手軽に楽しめるように、また作品の世界観を膨らませるとともに、図書部を外から見た姿を描きたいというコンセプトを基に制作された。オーガストにとっては、低価格であるこのような作品のニーズがあるかどうかを確かめる実験作の位置付けとなっていた。もともとは8月10日から12日にかけて行われるコミックマーケット84とその後の自社通販のみの予定だったが、PCソフト販売店からの要望により、9月27日に一般販売された。2014年1月31日には再発売されている。
攻略対象は2名のみで、システムは『大図書館の羊飼い』と同じである。『大図書館の羊飼い』からは桜庭玉藻、御園千莉、望月真帆、嬉野紗弓実、多岐川葵、儀左右衛門が声付きで、鈴木佳奈と小太刀凪が姿だけ登場する。

#### ストーリー（放課後しっぽデイズ）
幼馴染みの桐島慶と土岐のぞみしか今は所属していない「ネコ写真部」。野良猫の写真を撮ってはホームページにアップしたり、学園祭で写真を売ったりしている。当然部室はなく、打合せは大食堂「アプリオ」で行っている。
4月、部屋が隣同士である2人のマンションに、田舎で幼馴染みだった藤宮朔夜が家出してきた。2人の話に憧れ、反対するであろう母親に黙って汐美学園に合格したまではよかったが、そのことを打ち明けるとやはり大反対。結局荷物を持って慶の部屋にやってきたのだった。お金もわずかで住む所もないため、広い慶の部屋にのぞみと朔夜が、狭いのぞみの部屋に慶が住むこととなり、朔夜は無事に入学式を迎えた。
朔夜もネコ写真部に入って一段落した5月、学園で一番ネコが集まる通称「ネコ広場」に新校舎が建設されることとなった。何とか阻止しようとする3人。しかし生徒会には建設延期の理由がないと拒否され、紹介された図書部でもよい案は出てこない。ネコ広場、そしてネコ写真部はどうなるのか。そしてのぞみと朔夜の2人の恋の決着は。

### Dreaming Sheep
『大図書館の羊飼い -Dreaming Sheep-』は、本編で主人公・筧京太郎がヒロインと結ばれた後を描いた18禁対象のファンディスクであり、2014年3月28日に発売された。サブキャラクターだった多岐川葵が、新たに攻略対象となった。また『放課後しっぽデイズ』の主人公・桐島慶と結ばれたヒロイン2人のその後も描かれている。

#### ストーリー (Dreaming Sheep)
白崎つぐみ、桜庭玉藻、御園千莉、鈴木佳奈、小太刀凪、望月真帆、芹沢水結、嬉野紗弓実が筧京太郎と結ばれた後のストーリーが計8本。さらに、筧と多岐川葵が結ばれるストーリーと、筧が誰とも結ばれずに夏休みに突入した後～最終シナリオ開始までのストーリー1本が収録されている。メインヒロインはつぐみのみ、最終シナリオで生徒会長になった後のストーリーになっている。おまけストーリー13本の中には、土岐のぞみ、藤宮朔夜が桐島慶と恋人同士になった後のストーリー1本ずつと、白崎さよりが汐美学園に入った後のストーリー1本が含まれている。おまけストーリーの一部はPC版のみ収録されており、コンシューマー版には含まれていない。

## スタッフ
- 制作統括・総指揮 - るね
- シナリオ - 榊原拓 、内田ヒロユキ、安西秀明
- 原画 - べっかんこう
  - 『放課後しっぽデイズ』では夏野イオが原画を担当。
- 原画補助 - 夏野イオ
- CG統括 - 弥弛
- ムービー製作 - 北川由貴
- 音楽 - Active Planets

## 主題歌
全作詞 - 永原さくら。

### 『大図書館の羊飼い』の主題歌
イメージテーマ「ストレイトシープ」
作曲 - 小高光太郎、Ceui / 編曲 - 小高光太郎 / 歌 - Ceui
オープニングテーマ「夢飼い日和」
作曲・編曲 - 藤井亮太 / 歌 – 西沢はぐみ
つぐみエンディングテーマ「ナチュラルガーデン」
作曲・編曲 - 小高光太郎、藤井亮太 / 歌 - 白崎つぐみ
玉藻エンディングテーマ「さざなみ椿」
作曲・編曲 - 小高光太郎、藤井亮太 / 歌 - 桜庭玉藻
千莉エンディングテーマ「夜空のステアーズ」
作曲 - sumiisan / 歌 - 御園千莉
佳奈エンディングテーマ「君だけのDay Star」
作曲 - 小高光太郎、藤井亮太 / 編曲 - DJ SHIMAMURA / 歌 - 鈴木佳奈
凪グランドエンディングテーマ「みちて、ひいて」
作曲 - 小高光太郎、藤井亮太/ 編曲 - Bos / 歌 - 小太刀凪
サブエンディングテーマ「Dear Smile」
作曲 - 小高光太郎、Ceui / 編曲 - 小高光太郎 / 歌 - Ceui
グランドエンディングテーマ「明日への栞」
作詞 - 作曲・編曲 – 松本慎一郎 / 歌 - 西沢はぐみ

### 『放課後しっぽデイズ』の主題歌
エンディングテーマ「ストレイトシープ」
作曲 - 小高光太郎、Ceui / 編曲 - 小高光太郎 / 歌 - Ceui

### 『Dreaming Sheep』の主題歌
オープニングテーマ「Dreaming Sheep」
作曲・編曲 - 小高光太郎 / 歌 - 中恵光城
エンディングテーマ「ひつじ雲の空に」
作曲・編曲 - 松本慎一郎 / 歌 - 中恵光城
グランドエンディングテーマ「サクラメント」
作曲・編曲 - 松本慎一郎 / 歌 - 西沢はぐみ

### 『Library Party』の主題歌
オープニングテーマ「Good Shepherd」
作曲・編曲 - 小高光太郎・西村太貴 / 歌 - 伊波杏樹
エンディングテーマ（金魚ED）「Life,Like,Party!」
作曲・編曲 - 小高光太郎・西村太貴 / 歌 - 一之江金魚（CV : 小澤亜李）

## 売上
Nintendo Switch版は2018年7月23日～29日の累計販売数が1,959本である。

## 関連商品

### CD

#### マキシシングル
Side Connection Musicより発売。
「ストレイトシープ」
歌 - Ceui、西沢はぐみ / 発売 - 2012年8月24日 / SCMN-012A（テレカ付き限定版） / SCMN-012B（通常版）
PCゲームPVテーマ「ストレイトシープ」とOPテーマ「夢飼い日和」に加え、5人のメインヒロインによる「ストレイトシープ－Merry Quintet's Ver.－」や、両曲のオルゴールバージョン、オフボーカルバージョンを収録。
「明日への栞」
歌 - 西沢はぐみ、Ceui / 発売 - 2013年1月25日 / SCMN-013A（テレカ付き限定版） / SCMN-013B（通常版）
PCゲームEDテーマ「明日への栞」とサブEDテーマ「Dear Smile」に加え、3人のサブヒロインによる「Dear Smile -Tricolour Trio's Ver.-」や、両曲のオルゴールバージョン、オフボーカルバージョンを収録。
「Dreaming Sheep」
歌 - 中恵光城、西沢はぐみ / 発売 - 2014年3月28日 / SCMN-018
PCゲーム『Dreaming Sheep』のOPテーマ「Dreaming Sheep」とEDテーマ「サクラメント」「ひつじ雲の空に」に加え、「Dreaming Sheep」の orchestra arrange ver.や、3曲のオフボーカルバージョンを収録。
「Good Shepherd／Life,Like,Party!」
歌 - 伊波杏樹、一之江金魚（CV : 小澤亜李） / 発売 - 2015年2月12日 / SCMN-022
ゲーム『大図書館の羊飼い -Library Party-』のOPテーマ「Good Shepherd」とEDテーマ「Life,Like,Party!」に加え、両曲のオフボーカルバージョン、パーティーアレンジ曲を収録。

#### アルバム
オーガストより発売。
『大図書館の羊飼い ボーカルコレクション』
発売 - 2013年3月29日 / AUG-9101
PVテーマ「ストレイトシープ」とOPテーマ「夢飼い日和」､EDテーマ「明日への栞」とサブEDテーマ「Dear Smile」に加え､各メインヒロインシナリオエンディング挿入歌各曲と､3人のサブヒロインによる「Dear Smile -Tricolour Trio's Ver.-」､5人のメインヒロインによる「ストレイトシープ－Merry Quintet's Ver.－」を全曲リマスタリング収録｡ジャケットは御園千莉。
『大図書館の羊飼い オリジナルサウンドトラック』
発売 - 2013年5月24日 / AUG-9103
CD3枚組。ゲーム内で使用されたBGM、PVテーマおよびOPテーマのshort ver.を収録。ジャケットは鈴木佳奈で、『ボーカルコレクション』の千莉と対になっている。特典である特製ケースには、『ボーカルコレクション』も収納可能。
『大図書館の羊飼い -DreamingSheep- & 放課後しっぽデイズ オリジナルサウンドトラック』
発売 - 2014年8月29日 / AUG-9109
『大図書館の羊飼い〜放課後しっぽデイズ〜』と『大図書館の羊飼い -Dreaming Sheep-』で新しく使用されたBGMと主題歌を収録。ジャケットは土岐のぞみ。
『大図書館の羊飼い ボイスドラマアンソロジー』
発売 - 2015年6月15日
録りおろしボイスドラマで、CDなどの媒体はなくオンライン配信のみである。ドラマ6本と各ヒロインの「添い寝電話ボイス」6本で構成されている。

### 漫画
- 佐々木あかね 『大図書館の羊飼い』 アスキー・メディアワークス〈電撃コミックス〉、全4巻
  1. 2012年11月27日発行、ISBN 978-4-04-891105-4
  2. 2013年7月27日発行、ISBN 978-4-04-891774-2
  3. 2014年5月27日発行、ISBN 978-4-04-866559-9
  4. 2014年12月20日発行、ISBN 978-4-04-869131-4

  - アスキー・メディアワークスの『電撃G's magazine』2012年4月号に予告編が掲載後、5月号（3月30日発売）から2014年5月号まで連載され、その後『電撃G'sコミック』のVol.1（2014年6月号）からVol.8（2015年1月号、2014年11月29日発売）まで連載された。白崎つぐみトゥルールートのコミカライズ。つぐみと京太郎が結ばれるエピソードなど、一部でゲームと異なるオリジナルのアレンジがなされている。電子書籍化もされている。
- 日下皓 『大図書館の羊飼い the Little Lutra lutra』 角川書店〈カドカワコミックス・エース〉、全2巻
  1. 2012年12月26日発行、ISBN 978-4-04-120526-6
  2. 2013年6月7日発行、ISBN 978-4-04-120736-9

  - 角川書店の『コンプティーク』2012年6月号に予告編が掲載後、7月号（6月8日発売）から2013年6月号（5月10日発売）まで連載。Lutra lutraとはユーラシアカワウソの学名。つぐみたちと筧との出会いから全員が図書部へ入部し、仲がよくなるまでをつぐみ視点で描いている。本編の流れに沿っているが、オリジナルエピソードによるアレンジが多い。羊飼いについては謎のまま終わっている。電子書籍化もされている。
- Rico 『大図書館の羊飼い 〜Lovely♥Librarians〜』アスキー・メディアワークス〈電撃ジャパンコミックス〉、全3巻
  1. 2013年3月15日発行、ISBN 978-4-04-891562-5
  2. 2013年12月14日発行、ISBN 978-4-04-866230-7
  3. 2014年9月13日発行、ISBN 978-4-04-866697-8

  - アスキー・メディアワークスの『電撃HIME』2012年8月号に予告編が掲載後、9月号（7月30日発売）より2014年10月号（8月30日発売）まで連載。各話ごとにメインヒロインおよびサブヒロインの1人に焦点を当てた、オムニバス形式のオリジナルストーリー。Hシーンもある。電子書籍化もされている。
- 和錆 『大図書館の羊飼い 〜Library 4 you〜』一迅社〈4コマKINGSぱれっとCOMICS〉、全2巻
  1. 2013年8月5日発行、ISBN 978-4-7580-8186-3
  2. 2015年1月5日発行、ISBN 978-4-7580-8225-9

  - 一迅社の『まんが4コマぱれっと』2012年10月号（8月22日発売）より2015年1月号（2014年11月22日）まで連載の4コマ漫画。『まんが4コマぱれっとOnline』でも不定期掲載。京太郎、つぐみ、玉藻を中心とした図書部の日常が描かれている。
- 佃煮のりお 『大図書館の羊飼い 〜ひとりぼっちの歌姫（ディーヴァ）〜』メディアファクトリー〈MFコミックス アライブシリーズ〉、全2巻
  1. 2013年2月28日発行、ISBN 978-4-8401-5004-0
  2. 2013年10月31日発行、ISBN 978-4-8401-5333-1

  - メディアファクトリーの『月刊コミックアライブ』2012年11月号（9月27日発売）から2013年10月号（8月27日発売）まで連載。御園千莉がヒロインで、御園ノーマルルートのコミカライズ。電子書籍化もされている。
- 『大図書館の羊飼い コミックアンソロジー』一迅社〈DNAメディアコミックス〉、既刊2巻（2013年6月25日現在）
  1. 2013年4月25日発行、ISBN 978-4-7580-0749-8
  2. 2013年6月25日発行、ISBN 978-4-7580-0758-0

### 小説
『大図書館の羊飼い overture』（エンターブレイン ファミ通文庫）
原作：オーガスト 著者：田尾典丈 イラスト：べっかんこう 発売 - 2012年8月30日 / ISBN 978-4-0472-8304-6
図書部室にて、メインヒロイン5人が入部前の前日譚をそれぞれ語るオリジナル短編集。
『大図書館の羊飼い』（エンターブレイン ファミ通文庫）
原作：オーガスト 著者：田尾典丈 挿絵：あおなまさお カバーイラスト：べっかんこう
第1巻 2013年2月9日 / ISBN 978-4-04-728659-7
第2巻 2013年4月30日 / ISBN 978-4-04-728857-7
本編のノベライズ。オーガストの許可をもらい、展開をアレンジしている。ミナフェスが終了した第2巻のあとがきでは続く予定となっていたが、2014年時点ですでに「完」と銘打たれている。

### 関連書籍
『TECH GIAN スーパープレリュード「大図書館の羊飼い」』（エンターブレイン）
発売 - 2012年7月27日 / ISBN 978-4-04-728318-3
キャラクター紹介記事や各種設定資料を掲載。表紙はメインヒロイン5人とサブヒロイン3人。付録ポスターは白崎つぐみ。付録DVDには体験版と壁紙が収録されている。
『大図書館の羊飼い ヒロインプロファイルブック』（角川書店）
発売 - 2012年12月26日 / ISBN 978-4-04-110334-0
メインヒロインを中心としたプロフィールや情報、Q&Aなど、登場人物にスポットを当てた一冊。表紙は白崎つぐみ。日下皓や児玉樹の描き下ろしコミック、華々つぼみの4コマ漫画も収録。ヒロインたちの日常を収録した採り下ろしドラマCDが付いている。
『大図書館の羊飼い ビジュアルファンブック』（エンターブレイン）
発売 - 2013年6月28日 / ISBN 978-4-04-729035-8
ブックカバー付2冊組。表紙は白崎つぐみ。キャラクタープロフィール、メイキング、ギャラリーはA4縦開きムックに収録。ストーリーダイジェストとイベントCGはA4横開きムックに収録。描き下ろしB2ポスターを同梱。電子書籍化もされている。
『大図書館の羊飼い 放課後しっぽデイズ&Dreaming Sheep ビジュアルファンブック』 (KADOKAWA)
発売 - 2014年9月19日 / ISBN 978-4-04-729943-6
ブックカバー付2冊組。表紙は白崎つぐみと土岐のぞみ。キャラクタープロフィール、メイキング、ギャラリーはA4縦開きムックに収録。ストーリーダイジェストとイベントCGはA4横開きムックに収録。描き下ろしB2ポスターを同梱。電子書籍化もされている。

## テレビアニメ
2014年10月から12月まで放送された。放送開始前には特別番組『大図書館の羊飼い 前夜祭』が放送された。
本アニメ版ではTeam ニコというチーム制で意見を出し合う形が取られている。

### スタッフ（アニメ）
- 原作 - オーガスト
- 原作イラスト - べっかんこう
- 監督・キャラクターデザイン・総作画監督 - Team ニコ（小西賢一、神谷友美、袖山麻美、林佳織、信田ユウ）
- シリーズディレクター - 信田ユウ
- シリーズ構成 - 吉村清子
- 美術監督 - 池田繁美
- 色彩設計 - 大西峰代
- 撮影監督 - 本台貴宏
- CGディレクター - 田中臥竜
- 編集 - 吉武将人
- 音響監督 - 森下広人
- 音楽 - Active Planets
- 音楽制作 - サイドコネクション
- プロデューサー - 永井理
- アニメーションプロデューサー - 中智仁、植田慎也
- アニメーション制作 - フッズエンタテインメント、Felix Film
- 製作 - 白崎つぐみと迷える子羊たち［フッズエンタテインメント、DMM.comラボ、ブレイブハーツ、TIS（第1話 - 第7話）、HOBIBOX（第8話 - 第12話）］

### 主題歌（アニメ）
オープニングテーマ「On my Sheep」（第1話 - 第11話）
作詞 - 永原さくら / 作曲・編曲 - 小高光太郎 / 歌 - 中恵光城
第12話は未使用。
エンディングテーマ「青空とグリーンベルト」
作詞 - 永原さくら / 作曲・編曲 - 松本慎一郎 / 歌 - 西沢はぐみ

### 各話リスト
| 話数   | サブタイトル       | 脚本       | 絵コンテ   | 演出              | 作画監督                                                                      | 総作画監督                | エンドカード イラスト |
| ------ | ------------------ | ---------- | ---------- | ----------------- | ----------------------------------------------------------------------------- | ------------------------- | --------------------- |
| 第1話  | 図書部結成         | 吉村清子   | 藤森カズマ | 信田ユウ 神谷友美 | 袖山麻美、林佳織 佐々木美和、齋藤育実 板垣彰子、藪本和彦 神谷友美             | -                         | 脳みそホエホエ        |
| 第2話  | 落としもの届けもの | 吉村清子   | 高橋成世   | 齋藤啓也          | 坂本千代子                                                                    | 袖山麻美 林佳織           | 和錆                  |
| 第3話  | ひとりぼっちの歌姫 | 大知慶一郎 | 笹木信作   | 神谷友美          | 三島千枝                                                                      | 齋藤育実 藪本和彦         | エイチ                |
| 第4話  | 新生図書部         | 内海照子   | 藤森カズマ | 飯田薫久          | 小林利充、末田晃大 森川侑紀 大庭幸子(原画)                                    | 林佳織 袖山麻美           | わだつみ              |
| 第5話  | メールの真実       | 藤咲あゆな | 高橋成世   | 土屋智義 浅見松雄 | 高橋はつみ、三島千枝 山崎千絵                                                 | 齋藤育実 藪本和彦         | らぐほ                |
| 第6話  | 魔法の図書館       | 吉村清子   | 笹木信作   | 佐々木美和        | 佐々木美和                                                                    | 神谷友美、林佳織 袖山麻美 | えれっと              |
| 第7話  | 図書部の休日       | 大知慶一郎 | 藤森カズマ | 秋山宏            | 森悦史、福山貴人 手島典子、佐藤哲也 森本由布希、久利弘志 高橋はつみ、山崎千絵 | 齋藤育実 藪本和彦         | あゆや                |
| 第8話  | 魔法の本           | 内海照子   | 笹木信作   | ながはまのりひこ  | 飯飼一幸、謝夢 南伸一郎                                                       | 神谷友美、林佳織 袖山麻美 | のり太                |
| 第9話  | 歌姫の選択         | 藤咲あゆな | 山内重保   | 山内重保          | 小林利充、三島千枝 鎌田均、飯飼一幸                                           | 齋藤育実 藪本和彦         | 和遥キナ              |
| 第10話 | 告白               | 大知慶一郎 | 藤森カズマ | 西村大樹          | 熊田明子、服部憲知 飯島弘也、本田剛士 竹田欣弘、UEC                           | 神谷友美、林佳織 袖山麻美 | こうぐちもと          |
| 第11話 | 決意               | 吉村清子   | 藤森カズマ | 藤森カズマ        | 高橋はつみ、森悦史 真壁智之、宇良隆太 三島千枝、菅振宇                        | 齋藤育実 藪本和彦         | むうつき              |
| 第12話 | 大図書館の羊飼い   | 吉村清子   | 笹木信作   | 信田ユウ 浅見松雄 | 神谷友美、袖山麻美 林佳織、佐々木美和 齋藤育実、藪本和彦 三島千枝、高橋はつみ | -                         | 佐々木あかね          |

### 放送局
| 放送期間                 | 放送時間                     | 放送局   | 対象地域・備考              |
| ------------------------ | ---------------------------- | -------- | --------------------------- |
| 2014年10月9日 - 12月25日 | 木曜 0:30 - 1:00（水曜深夜） | TOKYO MX | 東京都                      |
|                          | 木曜 23:00 - 23:30           | AT-X     | 日本全域 / リピート放送あり |

| 放送期間                 | 放送時間                     | 放送局             | 備考                    |
| ------------------------ | ---------------------------- | ------------------ | ----------------------- |
| 2014年10月9日 - 12月25日 | 木曜 0:30 - 1:00（水曜深夜） | ニコニコ生放送     |                         |
|                          | 木曜 1:00 更新（水曜深夜）   | ニコニコチャンネル |                         |
| 2014年10月9日 -          | 木曜 10:00 更新              | DMM.com            |                         |
| 2014年10月23日 -         | 木曜 12:00 更新              | バンダイチャンネル | 第1話 - 第3話を同時配信 |

### ピクチャードラマ
Blu-ray&DVD収録の映像特典。
| 巻数 | サブタイトル                                              | 絵コンテ   | 演出       | 作画監督                 |
| ---- | --------------------------------------------------------- | ---------- | ---------- | ------------------------ |
| 1    | 白崎&桜庭                                                 | 飯田薫久   | 飯田薫久   | 柚山麻美 林佳織 神谷友美 |
| 2    | 御園&鈴木                                                 | 飯田薫久   | 飯田薫久   | 柚山麻美 林佳織 神谷友美 |
| 3    | 小太刀&嬉野                                               | 藤森カズマ | 藤森カズマ | -                        |
| 4    | はだかの女王様ファイナルエディション〜少女と奇跡の石〜    | 高橋成世   | 中智仁     | -                        |
| 5    | 続 はだかの女王様ファイナルエディション〜少女と奇跡の石〜 | 高橋成世   | 中智仁     | -                        |
| 6    | 望月&多岐川                                               | 高橋成世   | 宮川篤吏   | -                        |

### BD / DVD
発売元：フッズエンタテインメント / 販売元：加賀電子（加賀クリエイト）
| 巻 | 発売日         | 収録話          | 規格品番    | 規格品番    | 規格品番    |
| 巻 | 発売日         | 収録話          | BD限定版    | BD通常版    | DVD通常版   |
| -- | -------------- | --------------- | ----------- | ----------- | ----------- |
| 1  | 2014年12月25日 | 第1話 - 第2話   | TEPDH-32960 | TEPDH-32961 | TEPDH-32962 |
| 2  | 2015年1月29日  | 第3話 - 第4話   | TEPDH-32963 | TEPDH-32964 | TEPDH-32965 |
| 3  | 2015年2月26日  | 第5話 - 第6話   | TEPDH-32966 | TEPDH-32967 | TEPDH-32968 |
| 4  | 2015年3月26日  | 第7話 - 第8話   | TEPDH-32969 | TEPDH-32970 | TEPDH-32971 |
| 5  | 2015年4月23日  | 第9話 - 第10話  | TEPDH-32972 | TEPDH-32973 | TEPDH-32974 |
| 6  | 2015年5月28日  | 第11話 - 第12話 | TEPDH-32975 | TEPDH-32976 | TEPDH-32977 |

### CD（アニメ）
| 発売日         | タイトル                   | 規格品番 |
| -------------- | -------------------------- | -------- |
| 2014年10月31日 | On my Sheep                | SCMN-019 |
| 2014年11月28日 | 青空とグリーンベルト       | SCMN-020 |
| 2014年12月26日 | オリジナルサウンドトラック | SCMN-021 |

## インターネットラジオ
HiBiKi Radio Stationより『大図書館の羊飼い THE Radio』が、2014年9月10日より12月24日まで毎月第2、4水曜日に配信された。略は「だいとかいラジオ」。パーソナリティは小太刀凪役の種﨑敦美。
『大図書館の羊飼い -Library Party-』の発売を記念し、『大図書館の羊飼い The Radio』出張イベント「大図書館の羊飼い-Library Party- キャストトークショー」が2015年2月8日にAKIHABARAゲーマーズ本店で開催され、種﨑敦美と米澤円（白崎つぐみ役）によるトークが繰り広げられた。そのうち、「ボキャブラ大図書館」のコーナーが公開収録され、2月11日に公開された。

### ゲスト
- 第2回（2014年9月24日） - 米澤円（白崎つぐみ役）
- 第3回（2014年10月8日） - 斉藤佑圭（桜庭玉藻役）
- 第4回（2014年10月22日） - 仙台エリ（鈴木佳奈役）
- 第5回（2014年11月12日） - 山本希望（御園千莉役）
- 第6回（2014年11月26日） - 鶴岡聡（儀左右衛門役）
- 第7回（2014年12月13日） - 間島淳司（筧京太郎役）
- 出張版（2015年2月11日） - 米澤円（白崎つぐみ役）